# Friedrich Ebert
Friedrich Ebert (Heidelberg, 4 febbraio 1871 – Berlino, 28 febbraio 1925) è stato un politico tedesco, primo presidente della Repubblica di Weimar dall'11 febbraio 1919 al 28 febbraio 1925.

## Biografia
Nato ad Heidelberg, era figlio di un sarto. La casa al numero 18 della Pfaffengasse, in cui nacque e abitò, nel pieno centro di Heidelberg, è stata convertita in museo. Artigiano sellaio, ancora giovane si dedicò al giornalismo politico, si impegnò come sindacalista e come appartenente al Partito Socialdemocratico, diventando leader della sua ala sinistra e segretario generale nel 1905. Fu deputato al Reichstag fino al 1919.

### Prima guerra mondiale
Nell'agosto del 1914 Ebert convinse il suo partito a votare a favore del conflitto, motivando la scelta come un gesto patriottico e una misura difensiva contro le minacce rivolte alla Germania. Similmente, molti altri partiti socialisti d'Europa erano dell'idea che l'entrata in guerra del loro paese fosse un atto legittimo di autodifesa. Celebre è la frase con cui la SPD argomentò la sua decisione di entrare in guerra il 6 agosto 1914: „Wir lassen das Vaterland in der Stunde der Gefahr nicht im Stich.“ (“Non abbandoneremo la patria in difficoltà nell’ora del pericolo.”)
L'ideale di Solidarietà internazionale, decretato dalla seconda internazionale socialista, perse di significato nel momento in cui i partiti socialisti agirono in linea con i loro rispettivi governi. La mancata protesta dei socialdemocratici tedeschi contro l'invasione del Belgio da parte della Germania screditò la reputazione dei "Sozialdemokraten"; fatto che assume ancora più rilevanza se si considera il fatto che la sede della Internazionale si trovava a Bruxelles.

#### Fine dell'unità del partito socialdemocratico
Nel dicembre 1914 era prevista un'altra approvazione dei crediti di guerra, dopo la battaglia della Marna e il fallimento della pianificazione bellica tedesca contro la Francia, ed Ebert riuscì ancora una volta ad avere l'appoggio dei membri della sua fazione. Solo Karl Liebknecht si rifiutò di dare il suo consenso.
Il rifiuto di Liebknecht portò ad una spaccatura all'interno del partito, con l'ala destra del partito, rappresentato da Eduard David, Wolfgang Heine, e vari gruppi sindacalisti, che chiedevano l'esclusione di Liebknecht dal partito. Ebert e Haase provarono a limitare la crisi interna, tuttavia la collaborazione tra i due terminò quando il 19 giugno 1915 Haase rilasciò un comunicato sulla "Leipziger Volkszeitung" criticando gli obiettivi di guerra dello Stato germanico. Dopo accuse di "violazione della disciplina di partito" e "slealtà", Haase e la sua minoranza di partito antimilitarista ed anti interventista furono cacciati dalla frazione parlamentare.
La sua posizione a favore dell'approvazione dei crediti di guerra, così come quella di un altro leader revisionista, Philipp Scheidemann, recarono gravi spaccature nel partito, che portarono alla completa scissione dei seguaci di Haase, che diedero vita al Partito Socialdemocratico Indipendente di Germania (USPD) agli inizi del 1917. Nel corso della guerra si oppose sempre più alla politica imperiale, che, contrariamente alla sua iniziale convinzione, non gli sembrava più mossa da necessità di difesa; si mise in relazione con i socialisti stranieri e presiedette la delegazione tedesca al congresso socialista di Stoccolma.

#### Impegni per riforme interne
La mancanza di riforme portò ad una nuova maggioranza nel parlamento nel 1917. Essa era costituita dal partito socialdemocratico (senza la USPD), Centro, FVP (liberali di sinistra) e Partito Nazional-liberale. Questi partiti collaborarono durante i colloqui di pace nel luglio 1917. Le proteste contro la guerra aumentarono nel 1917, aumentando l'influenza dell'USPD di Haase. Una volta caduto il governo di Georg Michaelis nell'estate 1917, Ebert appoggiò la creazione del governo di Georg von Hertling, con la speranza che potesse esaudire le tanto ambite riforme sociali e gli accordi di pace. Non pose fine alla guerra, ma fu diretto responsabile per gli accordi di pace di Brest-Litovsk (1918).
Nel frattempo, nel gennaio 1918, le proteste nel paese si intensificarono e portarono allo sciopero dei lavoratori delle munizioni a Berlino. Sebbene Ebert non fosse a favore dello sciopero, ne prese parte e si mise alla guida di esso. Dopo la guerra, la sinistra lo definì un traditore della classe operaia, mentre la destra gli diede l'appellativo di "traditore della patria". In realtà, partecipò perché, da un lato riteneva legittime le richieste, ma dall'altro voleva rapidamente porre fine ad esso, perché lo riteneva inutile per il raggiungimento della pace.
Quando la sconfitta della Germania apparve inevitabile, specificamente dopo il "giorno più nero per l'esercitò tedesco" (8 agosto 1918) , venne costituito un nuovo governo formato dal principe Maximilian di Baden, che, nell'ottobre del 1918, incaricò Ebert e altri membri del Partito Socialista Democratico di far parte del ministero. Ebert accettò la nomina anche per creare condizioni di pace con i paesi rivali per stabilizzare il paese, evitando così rischi di rivoluzione. Negli anni della Grande Guerra, Ebert cambiò opinione sulla forma del governo da adottare dopo di essa, ritenendo che una fine improvvisa della monarchia non sarebbe stata né supportata né tollerata dalla maggior parte della popolazione, avvicinandosi all'idea di una Monarchia parlamentare. Fino al 6 novembre, Ebert considerava l'abdicazione del re Wilhelm II e del suo erede l'unica via percorribile, in questo modo il trono reale sarebbe stato ceduto ad un altro membro della casata dei Hohenzollern. Ebert convinse, quindi, Max von Baden che se Guglielmo II non avesse abdicato, la rivoluzione sarebbe stata inevitabile.

### Attività politica nel dopoguerra

#### Rivoluzione di novembre
Dopo gli ammutinamenti di Kiel del 3 novembre 1918, vi furono ammutinamenti, atti di disarmo, occupazione dei municipi, manifestazioni di massa e fraternizzazione degli operai e dei soldati disertati in tutto il Reich.
Considerando questi avvenimenti recenti, Ebert impose un ultimatum a Max von Baden, minacciando di ritirare Gustav Bauer e Philipp Scheidemann dalla compagine di governo, se Wilhelm II non avesse abdicato entro le successive 24 ore.
Il 9 novembre iniziò uno sciopero generale a Berlino. Max von Baden dichiarò verso le 11 di mattina l'abdicazione del Kaiser tedesco, con l'intenzione di volere rimanere in carica fino a quando si fosse chiarita la situazione governativa. Ebert raggiunse Von Baden poco dopo, esigendo i poteri da cancelliere, che gli furono concessi (impropriamente incaricato da von Baden, che essendo cancelliere non ne aveva il potere, che costituzionalmente apparteneva al kaiser). Von Baden sperava di poter rimanere reggente, tuttavia i suoi sogni furono infranti quando Philipp Scheidemann, dalla finestra del Reichstag, proclamò la Repubblica, annunciando come cancelliere Ebert. Ciò avvenne contro la volontà di Ebert, che avrebbe voluto mantenere la continuità dell'Impero fino a quando un'assemblea costituente non avesse deciso tra monarchia o repubblica. Nello stesso tempo della proclamazione della Repubblica tedesca di Scheidemann, Liebknecht annunciò la creazione della Libera Repubblica Socialista dal terrazzo dello Stadtschloß (la residenza del Kaiser, nel centro della città), prendendo come ispirazione il modello sovietico. L'imperatore fuggì nei Paesi Bassi.

#### Alleanza Ebert-Groner
Con Ebert, l’MSPD aveva la posizione di potere più forte in questa costellazione di partiti. Ebert presiedette le riunioni del Consiglio dei rappresentanti del popolo e quelle dell'intero governo, determinando così il corso dei dibattiti nel governo, riservandosi la politica interna e militare, e venne riconosciuto dalla burocrazia "capo del governo". Haase, che aveva formalmente pari diritti, passò chiaramente in secondo piano.
Ebert e l'MSPD hanno basato il loro potere sul sostegno dei soldati in rivolta. Quando fu formato il Consiglio dei Rappresentanti del Popolo, un altro importante protagonista – l'OHL (Oberste Heeresleitung, ossia Direzione suprema degli eserciti) , e quindi l'intero esercito,– non era ancora entrato in scena. La sera del 10 novembre Wilhelm Groener offrì a Ebert, su incarico dell'OHL, il sostegno dell'esercito. L'alleanza Ebert-Groener e il mancato scioglimento dell'OHL furono sostenuti anche dai membri dell'USPD del Consiglio dei rappresentanti del popolo in vista dei prossimi sforzi di smobilitazione. Ma l'intenzione di Ebert era anche quella di mettere le mani su uno strumento di potere che potesse essere utilizzato a livello nazionale in caso di ulteriori movimenti rivoluzionari. Inoltre, aveva l'idea di prevenire quel vuoto di potere che avrebbe potuto consentire ai gruppi radicali di usurpare il potere. Inoltre, l’esercito gli sembrava ancora necessario visti i confini poco chiari con la Polonia. L'alleanza ha dato all'OHL l'opportunità di espandere la portata politica temporaneamente limitata dell'esercito e di lavorare per creare una controforza conservatrice contro il governo. Sebbene Ebert è riuscito inizialmente a sostenere il nuovo ordine con l’alleanza, la sua speranza di subordinare permanentemente l’esercito al governo civile fallì.
Il 10 dicembre Ebert diede il benvenuto alle truppe rientranti dal fronte occidentale che sfilarono nel mezzo della acclamante folla di Berlino. Gli diede il benvenuto dicendo:  "nessun nemico vi ha battuto", intendendo che la sconfitta della guerra era per merito delle maggiori risorse disponibili all'Entente, e non per la codardia o incapacità dell'esercito tedesco. Benché il suo obiettivo era stato quello di rincuorare l'esercito rientrante, questa dichiarazione ebbe l'effetto di contribuire alla leggenda e teoria complottista della "Dolchstosslegende" (leggenda della pugnalata alla schiena), principalmente portata avanti da leader militari e politici nazionalisti.

#### Fine della rivoluzione di Novembre
Ebert definì il suo governo provvisorio, che aspettava di essere rimpiazzato da un altro democraticamente eletto, ispirandosi alle democrazie occidentali. L'MSPD aveva l'obiettivo di raggiungere il socialismo tramite metodi democratici, evitando la rivoluzione come successe in Russia. Per evitare un simile cataclisma, Ebert voleva indire delle elezioni il prima possibile.  All'interno del Consiglio dei rappresentanti del popolo i rappresentanti dell'USPD si inserirono per rimandare le elezioni generali ed approfittare di questo stato pre-democratico per introdurre riforme sociali. Tuttavia, durante le votazioni del congresso provvisorio, una maggioranza di 400 voti contro 50 appoggiò la decisione di Ebert di indire elezioni il prima possibile. 
Il governo di unità in collaborazione fra la SPD e la USPD entrò in crisi ufficiale usando gli "scontri di natale" come pretesto, quando una sezione ammutinata dell'ex marina occupò il castello di Berlino a causa di mancati pagamenti degli stipendi.
La USPD aveva come obiettivo di portare avanti i prestabiliti "punti di Amburgo", decisi a metà dicembre 1918 dal Congresso dei lavoratori e soldati. Questa lista di richieste includeva lo scioglimento dei simboli dei ranghi militari, il diritto alla scelta dei propri superiori da parte dei soldati, il permesso concesso ai generali di rimanere nel loro posto dopo aver giurato di non ambire a fermare la rivoluzione. La MSPD fu riluttante a far passare questi punti, dato che avrebbe rappresentato una completa rottura del rapporto fra MSPD e OHL.
Nel gennaio del 1919 contrastò l'insurrezione dello spartachismo, che fu sconfitta grazie all'azione congiunta di Scheidemann e Gustav Noske, con il concorso dei Freikorps e l'aiuto della OHL. Dopo che il restante governo di Ebert depose il presidente della polizia di Berlino Eichhorn, i lavoratori vicini ai leader rivoluzionari occuparono il quartiere dei giornali di Berlino il 5 gennaio 1919. Da lì erano già stati pubblicati appelli per l'omicidio dei leader di sinistra. Dopo il fallimento delle trattative e per prevenire il diffondersi di uno sciopero generale, l'8 gennaio Ebert diede l'ordine ai militari di reprimere la rivolta spartachista. Ebert voleva contenere la rivoluzione in alleanza con il Comando Supremo dell'Esercito. Il 10 gennaio i Freikorps, che si erano radunati intorno a Berlino da Noske, entrarono in città. Ciò pose effettivamente fine alla Rivoluzione di novembre, che aveva aiutato Ebert a diventare cancelliere, e fu presa una decisione preliminare sulla natura della costituzione di Weimar.
Il 15 gennaio Rosa Luxemburg e Karl Liebknecht furono assassinati da ufficiali dei Freikorps. Secondo la sua stessa dichiarazione, il loro primo ufficiale di stato maggiore, Waldemar Pabst, aveva precedentemente telefonato al ministro della Reichswehr Noske. Nei mesi successivi anche altri tentativi di istituire un sistema comunale nelle principali città tedesche furono sconfitti militarmente.

### Elezioni
Dopo le elezioni del 19 gennaio 1919 la SPD si rivelò essere il partito più forte (37,9%), tuttavia non riuscì mai a governare da sola fino alla fine della repubblica di Weimar, dovendosi sempre appoggiare sul partito di Centro e sui Liberali.
Il 13 febbraio successivo Ebert fu eletto dall'assemblea riunitasi a Weimar presidente del Reich.

#### Colpo di Stato di Kapp
Il colpo di Stato di Kapp, noto anche come Putsch di Kapp, fu un tentativo di colpo di Stato avvenuto in Germania dal 13 al 17 marzo 1920. Il colpo di Stato fu orchestrato da elementi della destra tedesca, tra cui l'ufficiale Wolfgang Kapp e il generale Walther von Lüttwitz, con il supporto di unità della Reichswehr (l'esercito tedesco) e dei Freikorps, gruppi paramilitari di ex soldati. Il 13 marzo 1920, le truppe dei Freikorps marciarono su Berlino e occuparono i punti strategici della città. Wolfgang Kapp dichiarò la formazione di un nuovo governo, ma incontrò una forte resistenza da parte dei lavoratori e dei sindacati, che organizzarono uno sciopero generale paralizzando il paese. Dopo pochi giorni, il colpo di Stato fallì a causa della mancanza di sostegno popolare e dell'opposizione diffusa. Kapp e Lüttwitz fuggirono all'estero, e il governo legittimo tornò al potere, anche se l'evento evidenziò la fragilità della giovane Repubblica di Weimar e le profonde divisioni politiche presenti in Germania. Le rimanenti sacche di resistenza socialiste non furono supportate da Ebert, quali l'armata rossa del Ruhr, che avevano come obiettivo l'espropriazione dell'industria pesante ai benefici degli operai. Il mancante supporto dal politico considerato socialista permise ai Freikorps di reprimere le proteste nel sangue.

##### Crisi di governo
Elementi della compagine del governo richiesero un rimpasto di governo, permesso da Ebert a patto che potesse decidere lui i ministri. Nominò Hermann Muller cancelliere per una durata di meno di due mesi, fino alle elezioni politiche del 6 giugno 1920.
Queste elezioni furono disastrose per la SPD, a beneficio dei partiti più estremisti: USPD a sinistra e DNVP e DVP a destra. I risultati delle elezioni costrinsero Ebert ad incaricare il politico di centro Constantin Fehrenback a creare una coalizione composta dal partito di Centro, la DVP e la DDP. Questo governo tuttavia cadde a causa delle conferenze di Londra del 1921. Le potenze vincitrici della grande guerra (Gran Bretagna, Francia, Italia, Belgio e Giappone) decisero dopo lunghe trattative la somma finale di 132 miliardi di Marchi oro. La somma fu divisa in tre gruppi: i titoli A, B e C. Questi ultimi costituivano la maggior parte del debito di riparazione della Germania, vale a dire 82 miliardi di Marchi oro. Avrebbero dovuto scadere solo quando il Reich tedesco fosse stato sufficientemente solvibile, quindi forse mai. L’economista britannico John Maynard Keynes si aspettava che i C-bond sarebbero stati presto cancellati. Servivano solo a far apparire l’importo delle riparazioni più grande all’esterno e quindi a facilitare l’approvazione dell’Assemblea nazionale francese.
Secondo la Costituzione di Weimar, il Presidente del Reich doveva essere eletto dal popolo. Tuttavia, l'articolo 180 della Costituzione permetteva a Friedrich Ebert, eletto dalla Assemblea Nazionale, di rimanere in carica fino all'elezione del primo presidente popolarmente eletto. Ebert voleva terminare rapidamente questo periodo di transizione e, dal giugno 1920, sollecitò ripetutamente la fissazione di una data per l'elezione. Tuttavia, a causa della crisi permanente della Repubblica, in cui il Presidente del Reich aveva responsabilità particolari secondo l'articolo 48, la data dell'elezione fu continuamente posticipata. Inoltre, c'erano dubbi se il popolo fosse pronto a eleggere una figura di tale importanza.
Sotto l'influenza delle manifestazioni pro-repubblicane seguite all'assassinio di Walter Rathenau, il governo di Wirth stabilì l'elezione per il 3 dicembre 1922, con il sostegno di DDP e Zentrum per Ebert. Tuttavia, la DVP chiese a metà ottobre di posticipare l'elezione fino alle elezioni del Reichstag nel 1924, perché la DNVP aveva proposto Hindenburg come candidato comune dei conservatori. Gustav Stresemann non voleva un confronto elettorale contro la DNVP per evitare una "grande prova di forza tra Repubblica e Monarchia" e non voleva nemmeno opporsi a Ebert per non compromettere l'ingresso della DVP in una Grande Coalizione. Mentre Ebert rimase in disparte, SPD, DDP, Zentrum, DVP e BVP si accordarono per estendere il mandato di Ebert fino al 30 giugno 1925 attraverso una legge di modifica dell'articolo 180 della Costituzione, approvata il 24 ottobre 1922 con una maggioranza costituzionale.
Il governo di Wirth si disgregò alla fine del 1922. Poiché non si riusciva a formare un governo con una maggioranza parlamentare, Ebert nominò Wilhelm Cuno, direttore generale del gruppo Hapag vicino alla DVP, come Cancelliere del Reich. Cuno formò un "gabinetto dell'economia" appoggiato solo da Zentrum, BVP e DVP, ma la nomina si rivelò una decisione sbagliata di Ebert, poiché Cuno non fu all'altezza del compito.

### 1923: anno di crisi
A causa della incapacità del governo tedesco di ripagare i debiti decisi durante i trattati di Versailles e le conferenze di Londra, truppe francesi, belghe e lussemburghesi occuparono militarmente il Ruhrgebiet. Il governo tedesco invocò la resistenza passiva. A causa della occupazione del "cuore economico" della Germania, aumentò notevolmente l'inflazione. L'instabilità economica favorì lo sviluppo di organizzazioni estremiste che auspicavano la caduta della democrazia per reinstaurare la monarchia oppure un modello statale simile a quello sovietico.
Il governo Cuno riuscì a resistere fino ad agosto 1923, tuttavia i partiti membri del governo erano pronti ad una nuova compagine, considerando i fallimenti della situazione nel Ruhr. L'obiettivo di Ebert era di creare una grande coalizione, dalla SPD alla DVP, nominando Gustav Stresemann (segretario della DVP) capo del governo. Stresemann fece notevoli passi in avanti per risolvere la crisi della Ruhr e iniziò le prime riforme monetarie. Stresemann migliorò le relazioni con la Francia, con il beneplacito della SPD e di Ebert. Le riforme monetarie diventarono inseparabili dalle riforme sociali, ad esempio le lotte per la parità salariale.
La SPD non voleva accettare la decisione di adoperare l'articolo 48 della costituzione, che permetteva al Presidente di ristabilire la pace con poteri quasi illimitati. Questa legge fu poi anche usata da Hitler per garantire il potere nelle sue mani. La SPD fece crollare il primo governo Stresemann, però grazie all'intervento di Ebert, la SPD rientrò nella compagine di governo creando il secondo governo Stresemann.

#### Processo di Magdeburgo e morte
Negli ultimi mesi di vita, Friedrich Ebert affrontò una grave sconfitta politica. Fu accusato da un giornalista di aver contribuito alla sconfitta della Germania nella Prima Guerra Mondiale. Durante il processo per diffamazione, venne rivelato il suo accordo segreto con il generale Wilhelm Groener e il suo coinvolgimento nello sciopero di gennaio del 1918. Sebbene il giornalista fosse condannato, il tribunale dichiarò che l'accusa di tradimento contro Ebert era giustificata. Questo alimentò l'odio dei nemici della Repubblica.
Ebert, a causa del processo, ritardò un'operazione per appendicite, morendo il 28 febbraio 1925 per peritonite all'età di 54 anni.

### Eredità politica

#### in Germania
Friedrich Ebert, fin dal suo incarico come presidente della SPD, fu una figura molto controversa. Da una parte, era ammirato come rappresentante del popolo, capace di elevarsi da umili origini a leader del più grande e progressista partito tedesco. Durante la Rivoluzione di Novembre, mantenne la sua reputazione di "imperatore rosso" che unificava le varie fazioni di sinistra. Tuttavia, dopo aver deciso di usare l'esercito contro i lavoratori rivoluzionari e le "repubbliche dei consigli", fu visto dalla sinistra radicale come un "traditore della classe operaia", un "militarista reazionario" e un "agente della borghesia". A destra, invece, era considerato un "politico della rinuncia", responsabile della capitolazione della Germania e della firma del Trattato di Versailles, etichettato come "criminale di novembre" e "traditore della patria". Questa ostilità si estendeva anche alla Costituzione di Weimar, di cui Ebert era un promotore.
La sua formazione politica era radicata nell'Impero Tedesco e rimase legata a quell'epoca. Ebert incarnava il tipo di politico realista, che sfruttava gli spazi legali disponibili per ottenere piccoli, graduali miglioramenti per la popolazione lavoratrice, senza mai essere un rivoluzionario. Il 7 novembre 1918, Max von Baden riportò che Ebert aveva detto della rivoluzione: "Io non la voglio, la odio come il peccato." Per questo, Ebert sosteneva che l'abdicazione del Kaiser fosse necessaria per evitare una rivoluzione.
L'obiettivo di Ebert era una Monarchia parlamentare, la quale fu ritenuta già parzialmente raggiunta tramite le riforme di ottobre, che rese il cancelliere ed i ministri responsabili di fronte al Reichstag, piuttosto che all'imperatore. Il Reichstag acquisì il potere di controllare l'esercitò e la marina, funzioni che prima erano esclusivamente nelle mani del Kaiser. Tuttavia le riforme furono percepite come insufficienti da molti, sia a sinistra che a destra. Questo contribuì alla perdita di fiducia nella monarchia e accelerò il processo che portò alla rivoluzione di novembre del 1918 e all'abdicazione di Guglielmo II.
La sua concezione di socialismo non prevedeva alcun esproprio dei mezzi di produzione. Era favorevole ad un socialismo moderato e riformista, evitando i pericoli di instabilità legati alla rivoluzione comunista.

#### In Italia
A causa del suo appoggio all'ingresso della Germania nella grande guerra e di altre posizioni giudicate reazionarie, soprattutto il suo ruolo nella repressione della rivolta spartachista con l'aiuto dei Freikorps, la sua morte fu annunciata da l'Unità, organo di stampa del Partito Comunista d'Italia, con un articolo dal titolo La morte del social-traditore Ebert, che si conclude con queste parole: «gli operai e i contadini d'Italia, di fronte al passaggio di questo feretro social-democratico, passano oltre. Senza scoprirsi. Perché il morto fu un boia del proletariato».
L'omonimo figlio Friedrich Ebert fu un politico di spicco della Germania Est.

## Fondazione
Alla sua morte nel 1925 fu creata la fondazione che porta il suo nome (Friedrich-Ebert-Stiftung o FES), che è la più antica fondazione politica della Germania.